# امیراشرف آریان‌پور
امیراشرف آریان‌پور (۱ تیر ۱۳۱۷ – ۶ مرداد ۱۴۰۱) موسیقی‌دان، پژوهشگر، مدرس موسیقی و نویسنده اهل ایران بود. او یکی از نخستین مروجان هنر اپرا در ایران بود و سال‌ها مدیریت تالار رودکی تهران را بر عهده داشت.

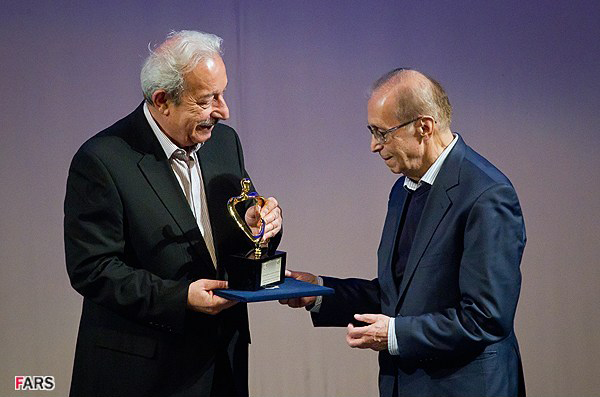
امیراشرف آریان‌پور و حسن ریاحی اختتامیه بیست و هشتمین جشنواره موسیقی فجر ۲ اسفند ۱۳۹۱

## زندگی‌نامه
امیراشرف آریان‌پور کاشانی ۱ تیر ۱۳۱۷ در تهران متولد شد. او که فارغ‌التحصیل هنرستان موسیقی ملی و از شاگردان فاخره صبا بود در سال ۱۳۳۶ مدرک کارشناسی خود را از دانشکده ادبیات دانشگاه تهران و در سال ۱۳۳۹ مدرک کارشناسی ارشد مدیریت را از دانشکده حقوق ایران دریافت کرد. وی در ادامهٔ تحصیلات دانشگاهی، مدرک دکترای خود را در ادبیات فارسی، روزنامه‌نگاری و علوم اداری از دانشگاه تهران و در سال ۱۳۵۲ دکترای تخصصی را در رشتهٔ موزیکولوژی (موسیقی‌شناسی) از دانشگاه گوته وین اتریش اخذ کرد. پس از آن تحصیلات خود را در رشتهٔ تاریخ هنر در دانشگاه فرانکفورت پی گرفت. او پس از پایان تحصیلات خود به ایران بازگشت اما با پیروزی انقلاب سال ۱۳۵۷ مجدداً ایران را ترک و در سال ۱۳۷۰ به کشور بازگشت و به اتفاق حسن ریاحی گروه موسیقی دانشگاه آزاد را راه‌اندازی کرد.
امیراشرف آریان‌پور، یکی از شناخته شده‌ترین مدرسان، پژوهشگران و مدیران موسیقی در ایران بود. او را از نخستین مروجان هنر اپرا در ایران می‌دانند.
او همسر پری ثمر (خواننده اپرا)، برادرِ امیرحسین آریان‌پور (جامعه‌شناس، نویسنده، فرهنگ‌نویس، مترجم)، داییِ مهرداد مشایخی (جامعه‌شناس، پژوهشگر، فعال سیاسی و جامعه‌شناسی) و پسرخالهٔ سهراب سپهری (شاعر معاصر و نقاش) بود.
وی در بهمن ۱۳۹۱ در مراسم پایانی بیست و هشتمین جشنواره بین‌المللی موسیقی فجر مورد تجلیل قرار گرفت. همچنین در دی ماه ۱۳۹۴ مراسم تجلیل از امیراشرف آریانپور و همچنین رونمایی از کتاب او با عنوان موسیقی ایران از انقلاب مشروطیت تا انقلاب اسلامی در دانشکده هنر و معماری دانشگاه آزاد اسلامی تهران برگزار شد. در ۱۲ بهمن ۱۳۹۵ نیز مراسم گرامی‌داشت امیراشرف آریان‌پور به پاس ۶۰ سال فعالیت از سوی موزهٔ «دکتر سندوزی» برگزار شد.

## فعالیت‌های اجرایی علمی، هنری و پژوهشی
امیراشرف آریان‌پور پس از پایان تحصیلات دانشگاهی خود، فعالیت‌های بسیاری در زمینه علمی، هنری و پژوهشی انجام داد که از آن میان به موارد زیر می‌توان اشاره کرد:
تدریس در دانشگاه فرانکفورت آلمان، تدریس در هنرستان موسیقی ملی تهران، تدریس در دانشگاه تهران، تدریس در دانشگاه هنر، تدریس در دانشگاه صدا و سیما، تدریس در دانشگاه آزاد اسلامی، تدریس در دانشگاه علم و فرهنگ، تدریس در دانشگاه سوره، تدریس در دانشگاه جامع علمی کاربردی، سردبیری مجله موسیقی (دوره سوم)، ریاست انجمن فیلارمونیک تهران (انجمن دوستداران موسیقی ایران)، ریاست گروه پژوهش هنر دانشگاه آزاد اسلامی، از موُسسان «انجمن هنری جوانان» همراه با مشیر همایون شهردار، ریاست هنرستان آواز رودکی، استاد راهنما در بیش از ۵۰۰ پایان‌نامه کارشناسی ارشد، استاد نمونه منطقه ۸ دانشگاه آزاد اسلامی، استاد نمونه دانشگاه سوره تهران، برگزیدهٔ خانه هنرمندان ایران، معاونت و مدیریت هنری تالار رودکی (تالار وحدت)

## تألیفات
از امیراشرف آریان‌پور بیش از ۳۵۰ مقاله علمی پژوهشی و چند کتاب منتشر شده‌است که از آن میان به عنوان‌های زیر می‌توان اشاره کرد:

### کتاب
- فرهنگ کوچک آلمانی - فارسی
- فرهنگ دانشگاهی آلمانی - فارسی
- موسیقی ایران از انقلاب مشروطیت تا انقلاب جمهوری اسلامی ایران[۱۲]

### مقاله
- بررسی تطبیقی رنج‌های ورتر جوان گوته با لیلی و مجنون نظامی گنجوی
- چهلمین سالگرد تالار وحدت
- روند آموزش موسیقی در ایران (از قاجار تا امروز)
- فرهنگ نویسی!؟
- چگونه اپرای فرانکفورت را آتش زدند (یک داستان واقعی)
- پیدایش اپرا
- هنر ایران در موزه‌های فرانکفورت
- گنجینه‌های هنر ایران در آلمان (کتاب‌های مصور خطی فارسی در کتابخانه دانشگاه توبینگن)
- گنجینه‌های هنر ایران در آلمان (هنر ایران در موزه‌های برلن)
- پانصد سال روابط ایران و آلمان
- سرگذشت آواز و اپرا در ایران

## زندگی خصوصی
پری ثمر از خوانندگان نام آشنای اپرا، همسر امیراشرف آریان پور است. همسر و دختر وی در خارج از ایران زندگی می‌کنند.

## درگذشت
امیراشرف آریان‌پور صبح ۶ مرداد ۱۴۰۱ به علت ایست قلبی، در تهران درگذشت. پیکر او ۹ مرداد ۱۴۰۱ در قطعهٔ هنرمندان بهشت زهرای تهران به خاک سپرده شد.